# Académie des sciences de Heidelberg
L'Académie des sciences de Heidelberg (en allemand : Heidelberger Akademie der Wissenschaften) est une société savante dont les membres se sont, selon ses statuts, distingués « par des réalisations scientifiques exceptionnelles ».

## Structure
L’Académie fait partie des huit académies de sciences soutenues par les Länder ; c’est une institution extra-universitaire, mais qui coopère avec l’université de Heidelberg et d’autres universités du Land Bade-Wurtemberg, surtout sur des projets de recherche fondamentale en sciences humaines et sociales. Son objectif est de développer des projets de recherche, d’organiser des colloques scientifiques et des séries de conférences grand public, et d’encourager la relève scientifique dans les sciences.
L’Académie est composée de deux sections, la section de mathématiques et sciences naturelles « Mathematisch-naturwissenschaftlichen Klasse » et la section de philosophie et histoire « Philosophisch-historische Klasse ». Chacune de ces sections est dirigée par un secrétaire, l’académie elle-même est dirigée par le président.

## Histoire
L’Académie des sciences de Heidelberg est fondée en 1909, grâce à une donation de l’industriel Heinrich Lanz, sous le nom d'Académie du Grand-duché de Bade. Cette création devait s’entendre comme une refondation de l' académie des sciences du Palatinat du Rhin (de) de Mannheim, fondée elle en 1763 mais dissoute en 1803.
Depuis 1920, l’Académie est installée dans l’ancien palais grand-ducal de Heidelberg (de) situé juste en dessous du château de Heidelberg. Depuis 1958, elle est l’Académie du Land de Bade-Wurtemberg et depuis 1966 une association de droit public allemand. Depuis 2015, son président est Thomas Holstein. L'Académie des sciences de Heidelberg est membre de l’Union des académies des sciences allemandes.

## Activités de recherche
L’académie comporte environ vingt projets de recherche avec plus de deux cents collaborateurs, principalement dans la recherche fondamentale en sciences humaines et sociales. Parmi eux, il y a les projets de dictionnaires comme le Deutsches Rechtswörterbuch, le Goethe-Wörterbuch, un dictionnaire contenant l’ensemble des mots employés par Goethe (dix volumes parus) et le Dictionnaire étymologique de l'ancien français. D’une signification particulière sont les éditions de textes du temps de l’Humanisme et de la Réforme protestante, parmi lesquelles le registre de Martin Luther – qui est un programme terminé de l’Académie – et les éditions des œuvres de Martin Bucer et Philippe Mélanchthon ainsi que le Nietzsche-Kommentar, une édition critique et complète des œuvres de Friedrich Nietzsche. L’Académie participe aussi à des projets dont le sujet est réparti à travers le monde, comme « Le rôle de la culture dans le début de l'expansion humaine », les « Inscriptions lapidaires bouddhistes en Chine du Nord », une « Édition de textes littéraires cunéiformes d’Assur », la base de données épigraphique de Heildelberg (de) ou encore « Le Temple comme référence dans la littérature religieuses d’Égypte ».
Les travaux mathématiques concernent notamment l’histoire des mathématiques,,.
Depuis 2002, l’Académie dirige un programme de soutien à la relève scientifique, appelé « WIN-Kolleg ». Il fournit un cadre pour faciliter la communication interdisciplinaire pour de jeunes chercheurs, en offrant un forum de coopération scientifique d’un modèle nouveau.

## Prix
L’Académie des sciences de Heidelberg décerne les prix annuels suivants :
- Prix de l’Académie ; alternativement en sciences exactes et sciences humaines. Dotation 6 000 € ; est destiné à des chercheurs allemands de moins de 40 ans
- Prix en écologie de la Fondation Sigrid-und-Viktor-Dulger (auparavant prix Sigrid-und-Viktor-Dulger); doté de 6 000 €, il est destiné, depuis 2013, à récompenser des travaux dans les disciplines de sciences humaines, sociales, naturelles et d’ingénierie qui traitent de problèmes d’environnement et de leurs solutions ; donation de Viktor Dulger.
- Prix Karl-Freudenberg ; doté de 6 000 €, il est destiné à de jeunes chercheurs en sciences naturelles du Bade-Wurtemberg, surtout en biologie et chimie ; donation de l’entreprise Freudenberg.
- Prix Walter-Witzenmann (de) ; doté de 6 000 €, il est destiné à de jeunes chercheurs allemands en sciences culturelles, appelé ainsi d’après le donateur Walter Witzenmann (de).
- Prix Manfred-Fuchs ; doté de 6 000 €, il est attribué depuis 2015 à de jeunes chercheurs qui travaillent dans le cadre du programme WIN de l’Académie, et qui ont une habilitation en sciences humaines ou travaillent comme chef d'une équipe en sciences naturelles ou ingénierie et qui se préparent à un professorat ; nommé d’après son donateur, l’entrepreneur Manfred Fuchs.
- Prix Otto-Schmeil; (en général biennal); doté de 15 000 €, il est destiné à de jeunes chercheurs de moins de 40 ans ; pour des travaux exceptionnels dans le domaine de la biologie ou fondements de la médecine ; donation de la Schmeil-Stiftung.
- Prix Reuchlin ; destiné à récompenser un travail exceptionnel en langue allemande dans le domaine des sciences humaines. Il est décerné par l’Académie, mais doté par la ville de Pforzheim. Son montant est de 10 000 €.
- Prix Karl-Jaspers ; fondé par la ville de Heidelberg et l’université de Heidelberg en 1983, l’Académie s’est jointe comme donateur en 2013. Il est décerné pour une œuvre scientifique de niveau international, dans un esprit philosophique. L’importance de l’ouvrage doit dépasser les frontières des sciences humaines ou psychiatriques strictes en faveur d’une entente interdisciplinaire. Le prix est doté de 25 000 €.

## Liste des dirigeants
| Identité                             | Période          | Période           | Durée                      |
| Identité                             | Début            | Fin               | Durée                      |
| ------------------------------------ | ---------------- | ----------------- | -------------------------- |
| Paul Kirchhof (en) (né en 1943)      | 2013             | 2015              | 2 ans                      |
| Thomas W. Holstein (d) (né en 1953)  | 2015             | 30 septembre 2020 | 5 ans                      |
| Bernd Schneidmüller (d) (né en 1954) | 1er octobre 2020 | 30 septembre 2023 | 2 ans, 11 mois et 29 jours |